# Charles Lecuve
Pour les articles homonymes, voir Lecuve.
Charles Lecuve, né le 20 août 1857 à Vexaincourt (1857-1914), industriel et maire d’Allarmont (Vosges). Il a été pris comme otage et fusillé par l’armée allemande au début de la Première Guerre mondiale.

## Maire d'Allarmont
Charles Louis Lecuve, né le 20 août 1857 à Vexaincourt, (Vosges) est le quatrième fils de Pierre Lecuve (1830–1869), instituteur à Vexaincourt et de Marie Bart, originaire de Bionville, (Meurthe-et-Moselle) qui eurent sept enfants. Devenu exploitant forestier et menuisier, Pierre Lecuve s’installe à Allarmont.
Avec son frère Paul Lecuve, industriel, Charles Lecuve poursuit et développe l’activité de la société familiale, créant notamment une première scierie à La Neuveville, près de Raon-l'Étape (Vosges) en 1888 puis plusieurs autres. La scierie de la Hallière à Celles-sur-Plaine, appartenant au groupe familial, est devenue un écomusée, classé monument historique par arrêté du 30 mars 1978 ; elle a été totalement détruite par un incendie volontaire en décembre 2001 et devrait être reconstruite.
Charles Lecuve participe à la création de la Société du Chemin de fer de la Vallée de Celles, qui construit puis exploite entre 1907 et 1935 la Ligne de la vallée de Celles, chemin de fer à voie métrique et d’une longueur de 24 km, qui dessert la vallée de la Plaine, entre Raon-l’Étape et Raon-sur-Plaine ; la ligne, exploitée ensuite par la Compagnie de Chemins de fer Secondaires (CFS), ferme en 1950.
Charles Lecuve est élu maire du village d’Allarmont en 1912. Il est le frère d’Alphonse Lecuve, contre-amiral, ainsi que d’Émile Lecuve (1855-1924), employé des chemins de fer et maire de Brouvelieures (Vosges).

## La Première Guerre mondiale dans les Vosges

### Les combats d’août 1914
À partir du 10 août 1914, à la suite de la déclaration de guerre de l’Allemagne, les troupes de la 13e division d’infanterie de l'armée française occupent les cols des Vosges. Du 14 au 19 août, les militaires français lancent un mouvement offensif en direction de la plaine d'Alsace alors occupée. Ils occupent Schirmeck (Bas-Rhin) le 17 août.
Mais, à partir du 19 août, l’armée doit se replier. Le 21 août, elle abandonne les villages de la haute vallée de la Plaine, se retirant par le Donon et la vallée de la Plaine sur la Meurthe, vers Raon-l'Étape. Les 23 et 24 août, des combats ont lieu à Celles et Badonviller. Le 25 août, les combats se déroulent vers Raon-l'Étape.
Une partie des habitants quittent la vallée de la Plaine (Vosges et Meurthe-et-Moselle).

### Les otages de 1914

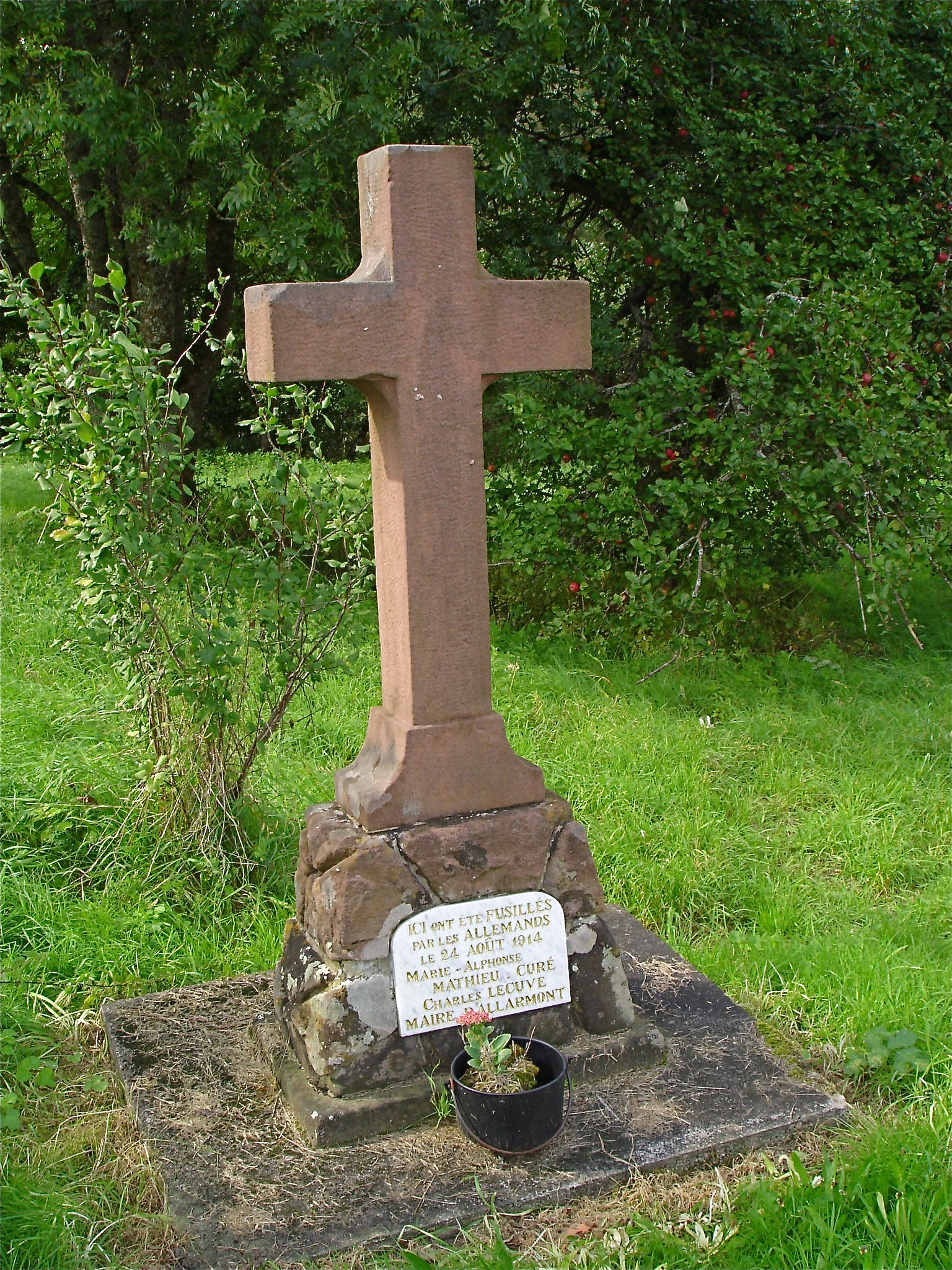
Croix stèle commémorative

À Luvigny, l'abbé Pierre Buecher et le conseiller municipal Pierre Bolle sont arrêtés le 23 août et fusillés à Raon sur Plaine. À Vexaincourt, le maire Sayer et Charles Batelot sont fusillés en représailles de la découverte d'un fusil dans une grange ; le village est incendié et 63 maisons sur 105 sont brûlées.
À Allarmont, le maire Charles Lecuve et le curé l'abbé Alphonse Mathieu sont arrêtés le 24 août 1914 sous le prétexte de coups de feu tirés par la population ; ils sont fusillés le même jour à Celles-sur-Plaine au carrefour de la Soye.
Dans d’autres communes de Lorraine, des fusillés civils sont aussi recensés : 70 morts à Nomény près de Nancy le 20 août, 11 morts à Badonviller, 51 exécutions à Fresnois-la-Montagne le 23 août, 24 à Longuyon. Dans les Ardennes, on dénombre 12 fusillés à Maubert-Fontaine, 10 à Thin-le-Moutier, 42 à Margny. Dans l’Oise, le maire de Senlis et 6 habitants sont fusillés le 2 septembre…
Selon les historiens irlandais, John Horne et Alan Kramer il y aurait eu environ 500 victimes civiles en France.

## Hommage
Charles Lecuve a été décoré, à titre posthume, de l'ordre de la Légion d'honneur. Une rue d’Allarmont porte le nom de Charles Lecuve.
Une stèle commémorative est érigée sur le lieu où l'abbé Alphonse Mathieu et Charles Lecuve ont été fusillés à Celles-sur-Plaine.

### Sources
- (en) John Horne et Alan Kramer, German Atrocities, 1914 : a history of denial, New Haven, Yale University Press, 2001, 608 p. (ISBN 978-0-300-08975-2, OCLC 186413299, lire en ligne).
- Sadoul (Louis), Les Drames de la Vallée de Celles (août et septembre 1914), Le Pays lorrain, Nancy, 14 pages, 1928